# Lusigny
Lusigny est une commune française située dans le département de l'Allier, en région Auvergne-Rhône-Alpes.
Ses habitants, au nombre de 1 633 au recensement de 2022, sont appelés les Lusignois et les Lusignoises.

## Géographie

### Localisation
Lusigny est une commune située dans la région Auvergne-Rhône-Alpes, au sein du département de l'Allier.
Son positionnement à la périphérie de l'agglomération de Moulins (10 kilomètres) lui permet de bénéficier d'une dynamique démographique soutenue ces dernières années.

### Communes limitrophes
Ses communes limitrophes sont :
| Chézy  |            | Chevagnes        |
| Yzeure | Lusigny    |                  |
|        | Montbeugny | Thiel-sur-Acolin |

### Climat
Pour des articles plus généraux, voir Climat d'Auvergne-Rhône-Alpes et Climat de l'Allier.
En 2010, le climat de la commune est de type climat océanique dégradé des plaines du Centre et du Nord, selon une étude du CNRS s'appuyant sur une série de données couvrant la période 1971-2000. En 2020, Météo-France publie une typologie des climats de la France métropolitaine dans laquelle la commune est exposée à un climat océanique altéré et est dans la région climatique Centre et contreforts nord du Massif Central, caractérisée par un air sec en été et un bon ensoleillement.
Pour la période 1971-2000, la température annuelle moyenne est de 11 °C, avec une amplitude thermique annuelle de 16 °C. Le cumul annuel moyen de précipitations est de 781 mm, avec 11,6 jours de précipitations en janvier et 7,2 jours en juillet. Pour la période 1991-2020, la température moyenne annuelle observée sur la station météorologique de Météo-France la plus proche, sur la commune de Montbeugny à 6 km à vol d'oiseau, est de 11,7 °C et le cumul annuel moyen de précipitations est de 754,1 mm,. Pour l'avenir, les paramètres climatiques de la commune estimés pour 2050 selon différents scénarios d'émission de gaz à effet de serre sont consultables sur un site dédié publié par Météo-France en novembre 2022.

## Urbanisme

### Typologie
Au 1er janvier 2024, Lusigny est catégorisée bourg rural, selon la nouvelle grille communale de densité à 7 niveaux définie par l'Insee en 2022.
Elle est située hors unité urbaine. Par ailleurs la commune fait partie de l'aire d'attraction de Moulins, dont elle est une commune de la couronne,. Cette aire, qui regroupe 64 communes, est catégorisée dans les aires de 50 000 à moins de 200 000 habitants,.

### Occupation des sols

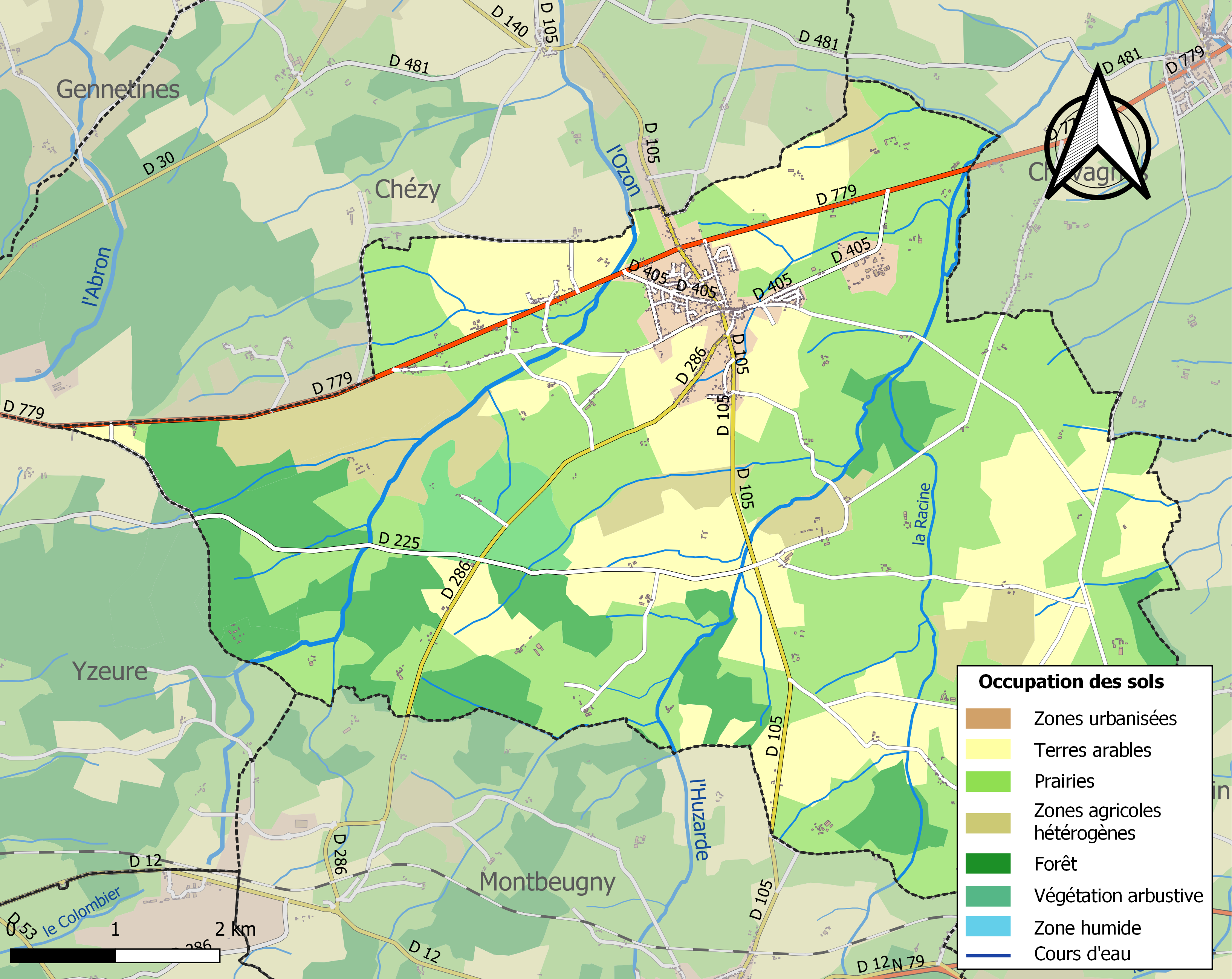
Carte des infrastructures et de l'occupation des sols de la commune en 2018 (CLC).

L'occupation des sols de la commune, telle qu'elle ressort de la base de données européenne d’occupation biophysique des sols Corine Land Cover (CLC), est marquée par l'importance des territoires agricoles (79,8 % en 2018), en diminution par rapport à 1990 (84,6 %). La répartition détaillée en 2018 est la suivante : prairies (46,3 %), terres arables (25,4 %), forêts (13,7 %), zones agricoles hétérogènes (8,1 %), zones urbanisées (3,2 %), milieux à végétation arbustive et/ou herbacée (2,8 %), zones industrielles ou commerciales et réseaux de communication (0,6 %).
L'IGN met par ailleurs à disposition un outil en ligne permettant de comparer l'évolution dans le temps de l'occupation des sols de la commune (ou de territoires à des échelles différentes). Plusieurs époques sont accessibles sous forme de cartes ou photos aériennes : la carte de Cassini (XVIIIe siècle), la carte d'état-major (1820-1866) et la période actuelle (1950 à aujourd'hui).

## Toponymie
Le nom de Lusigny vient de Lisiniacum (forme attestée au XIe siècle) qui veut dire « le domaine de Licinius ». Licinius est un nom romain et acum/acos est un suffixe de lieu/propriété de langue gauloise très utilisé à l'époque gallo-romaine.

## Histoire
L'ancienne paroisse et commune de Saint-Pourçain-la-Matelière, précédemment dénommée Saint-Pourçain-Malchère et qui se trouvait au sud du bourg actuel, a été réunie à Lusigny en 1826. Ladite commune de Saint-Pourçain-la-Matelière porta, au cours de la période révolutionnaire de la Convention nationale (1792-1795), le nom de Dorvalet.

## Politique et administration
| Période                                  | Période                      | Identité     | Étiquette           | Qualité                      |
| ---------------------------------------- | ---------------------------- | ------------ | ------------------- | ---------------------------- |
| Les données manquantes sont à compléter. |                              |              |                     |                              |
| mars 2001                                | En cours (au 8 juillet 2020) | André Jardin | DVD apparenté MoDem | Exploitant agricole retraité |

## Population et société

### Démographie
Les habitants de la commune sont appelés les Lusignois et les Lusignoises.
L'évolution du nombre d'habitants est connue à travers les recensements de la population effectués dans la commune depuis 1793. Pour les communes de moins de 10 000 habitants, une enquête de recensement portant sur toute la population est réalisée tous les cinq ans, les populations de référence des années intermédiaires étant quant à elles estimées par interpolation ou extrapolation. Pour la commune, le premier recensement exhaustif entrant dans le cadre du nouveau dispositif a été réalisé en 2006.

En 2022, la commune comptait 1 633 habitants, en évolution de −3,83 % par rapport à 2016 (Allier : −1,38 %, France hors Mayotte : +2,11 %).
| 1793 | 1800 | 1806 | 1821 | 1831 | 1836 | 1841 | 1846 | 1851 |
| ---- | ---- | ---- | ---- | ---- | ---- | ---- | ---- | ---- |
| 533  | 512  | 380  | 429  | 795  | 858  | 851  | 835  | 820  |

| 1856 | 1861 | 1866  | 1872  | 1876  | 1881  | 1886  | 1891  | 1896  |
| ---- | ---- | ----- | ----- | ----- | ----- | ----- | ----- | ----- |
| 954  | 975  | 1 150 | 1 342 | 1 470 | 1 623 | 1 683 | 1 748 | 1 736 |

| 1901  | 1906  | 1911  | 1921  | 1926  | 1931  | 1936  | 1946  | 1954  |
| ----- | ----- | ----- | ----- | ----- | ----- | ----- | ----- | ----- |
| 1 735 | 1 712 | 1 642 | 1 316 | 1 213 | 1 147 | 1 114 | 1 064 | 1 013 |

| 1962  | 1968  | 1975  | 1982  | 1990  | 1999  | 2006  | 2011  | 2016  |
| ----- | ----- | ----- | ----- | ----- | ----- | ----- | ----- | ----- |
| 1 058 | 1 066 | 1 295 | 1 541 | 1 575 | 1 428 | 1 581 | 1 707 | 1 698 |

| 2021  | 2022  | - | - | - | - | - | - | - |
| ----- | ----- | - | - | - | - | - | - | - |
| 1 651 | 1 633 | - | - | - | - | - | - | - |

## Culture et patrimoine

### Lieux et monuments
- L'église Saint-Jean-Baptiste.
- L'ancienne cure.

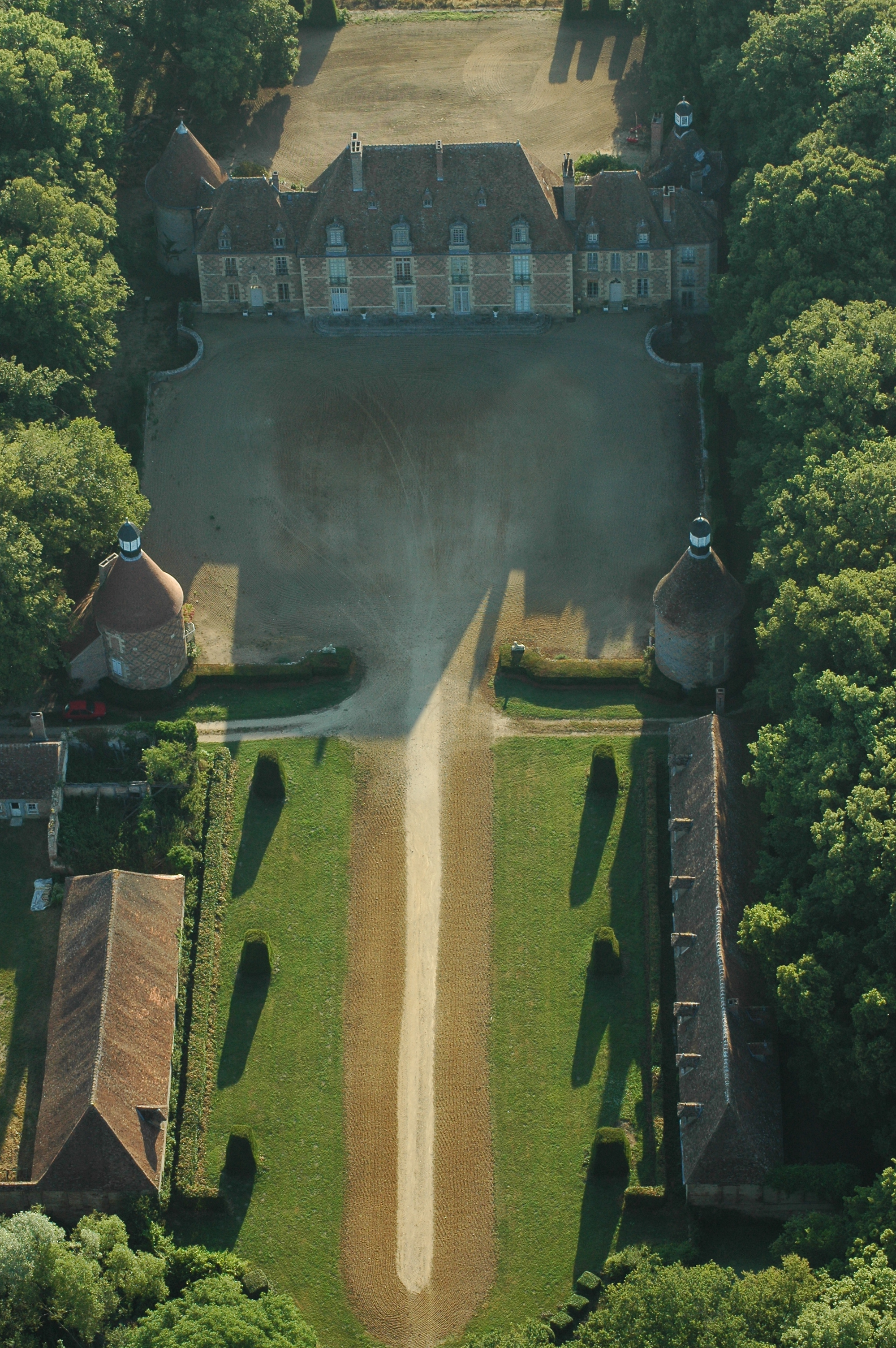
Vue aérienne du château de Pomay.

- Le château de Pomay. Inscrit MH en 1947.
- Le manoir d'Orvalet (ou Orvallée).
- Le château des Fougis[à vérifier].
- L'étang de la ferme.
- Stade de la Maurance.

### Personnalités liées à la commune
- François de Grossouvre (conseiller de François Mitterrand et industriel), y est inhumé.
- Émerick Darbelet (ancien footballeur français).
- Jean-Marie Lesage (président de la chambre d'agriculture de l'Allier).